# 단일 시스템 이미지
분산 컴퓨팅에서 단일 시스템 이미지(Single System Image, SSI)란 독립된 여러 컴퓨팅 노드들로 구성된 시스템이지만 사용자에게는 하나의 시스템으로 보이는 것을 말한다. 각각의 노드에서 구동되고 있는 운영체제위에 추가된 중간의 소프트웨어에 의해 수행된다. 클러스터 시스템이 사용자에게 하나의 시스템으로 보이게 함으로써 사용자는 더 쉽게 사용하고 관리를 할 수가 있다.

## 단일 시스템 이미지 클러스터 시스템의 특징
사용 목적에 따라 아래 기능들의 지원은 다를 수 있다.

### 프로세스 마이그레이션
많은 단일 시스템 이미지 시스템들은 프로세스 마이그레이션을 지원한다. 프로세스들은 자원의 균형을 맞추거나 관리의 목적으로 하나의 노드에서 시작하여 다른 노드로 옮겨질 수 있다. 프로세스가 한 노드에서 다른 노드로 옮겨지면서 관련된 다른 자원들도 함께 옮겨질 수 있다.

### 프로세스 체크포인트
어떠한 SSI들은 동작하고 있는 프로세스들의 중간 중검(checkpointing)을 지원한다. 현재 상태를 저장한후 필요한 경우 나중에 다시 사용한다. 이것은 클러스터가 오동작을 하거나 다시 시작하여야 할 때 작업의 손실을 최소화 하는데 유용하다. 체크 포인트는 마이그레이션의 일종으로 볼 수 있다.

### 단일 프로세스 공간
어떠한 SSI들은 모든 프로세스들이 동일한 머신에서 동작하는 것처럼 보이게 한다. 유닉스와 비슷한 시스템에서 “ps”, “kill” 과 같은 프로세스 관리 도구들은 클러스터의 모든 프로세스에 동작을 한다.

## 같이 보기
- 컴퓨터 클러스터
- 고성능 컴퓨팅
- 그리드 컴퓨팅
- 분산 컴퓨팅
- 클라우드 컴퓨팅
- 대칭형 다중 처리

## 참조
1. ↑  Pfister, Gregory F. (1998), 《In search of clusters》, Upper Saddle River, NJ: Prentice Hall PTR, ISBN 978-0-13-899709-0, OCLC 38300954
2. ↑  Buyya, Rajkumar; Cortes, Toni; Jin, Hai (2001), “Single System Image” (PDF), 《International Journal of High Performance Computing Applications》 15 (2): 124, doi:10.1177/109434200101500205
3. ↑  Smith, Jonathan M. (1988), “A survey of process migration mechanisms” (PDF), 《ACM SIGOPS Operating Systems Review》 22: 28, doi:10.1145/47671.47673